# العلاقات الرومانية الكوبية
العلاقات الرومانية الكوبية هي العلاقات الثنائية التي تجمع بين رومانيا وكوبا.

## مقارنة بين البلدين
هذه مقارنة عامة ومرجعية للدولتين:
| وجه المقارنة                                              | رومانيا                                                                               | كوبا                              |
| --------------------------------------------------------- | ------------------------------------------------------------------------------------- | --------------------------------- |
| المساحة (كم2)                                             | 238.40 ألف                                                                            | 109.88 ألف                        |
| عدد السكان (نسمة)                                         | 19.59 مليون                                                                           | 11.48 مليون                       |
| الكثافة السكانية (ن./كم²)                                 | 82.17                                                                                 | 104.48                            |
| العاصمة                                                   | بوخارست                                                                               | هافانا                            |
| اللغة الرسمية                                             | اللغة الرومانية                                                                       | اللغة الإسبانية                   |
| العملة                                                    | ليو روماني                                                                            | بيزو كوبي، بيزو كوبي قابل للتحويل |
| الناتج المحلي الإجمالي (بليون دولار)                      | 211.80 مليار                                                                          | 87.13 مليار                       |
| الناتج المحلي الإجمالي (تعادل القوة الشرائية) بليون دولار | 465.56 مليار                                                                          |                                   |
| الناتج المحلي الإجمالي الاسمي للفرد دولار أمريكي          | 9.47 ألف                                                                              |                                   |
| الناتج المحلي الإجمالي للفرد دولار أمريكي                 | 23.63 ألف                                                                             |                                   |
| مؤشر التنمية البشرية                                      | 0.793                                                                                 | 0.769                             |
| رمز المكالمات الدولي                                      | +40                                                                                   | +53                               |
| رمز الإنترنت                                              | .ro                                                                                   | .cu                               |
| المنطقة الزمنية                                           | ت ع م+02:00، ت ع م+03:00، أوروبا/بوخارست ‏، توقيت شرق أوروبا، توقيت شرق أوروبا الصيفي ‏ | 00                                |

## مدن متوأمة
في ما يلي قائمة باتفاقيات التوأمة بين مدن رومانية وكوبية:
- ترتبط كونستانتسا مع هافانا باتفاقية توأمة منذ 1993.[18][18][18]

## منظمات دولية مشتركة
يشترك البلدان في عضوية مجموعة من المنظمات الدولية، منها:
| علم المنظمة | اسم المنظمة                   | تاريخ انضمام رومانيا | تاريخ انضمام كوبا |
| ----------- | ----------------------------- | -------------------- | ----------------- |
|             | منظمة التجارة العالمية        | 1995                 | ?                 |
|             | المنظمة الهيدروغرافية الدولية | ?                    | ?                 |
|             | منظمة حظر الأسلحة الكيميائية  | ?                    | ?                 |
|             | الأمم المتحدة                 | 14 ديسمبر 1955       | 24 أكتوبر 1945    |
|             | الاتحاد الدولي للاتصالات      | 9 فبراير 1866        | 16 يناير 1918     |
|             | منظمة الشرطة الجنائية الدولية | ?                    | ?                 |
|             | الاتحاد البريدي العالمي       | ?                    | ?                 |
|             | مجلس التعاون الاقتصادي        | 25 يناير 1949        | 1972              |
|             | يونسكو                        | 27 يوليو 1956        | 29 أغسطس 1947     |

## وصلات خارجية
- موقع وزارة الخارجية الرومانية
- موقع وزارة الخارجية الكوبية